# Контрастно средство
Контрастно средство, контрастна боја, је супстанца, нерастворљива или растворљива у води, која се примењује у инвазивној и неинвазивној радиолошкој дијагностици. Због способности да апсорбује рендген зрачење више или мање од телесних ткива или органа, након парентералног, интравенозног, интраартеријског, интраартикуларног уноса у организам оно омогућава другојачију просветљеност меких ткива, након њиховог излагања рендген зрацима у току класичне радиографије или компјутеризоване томографије. Пре открића и примене контрастних средстава у радиологији је било могуће само приказивање болести коштаног система, плућа и делимично срца као и приказ страних тела, посебно металних.

## Историја
- Мортон и Хамер у својој монографији објављеној 1896. први су изнели идеју о примени нешкодљивих средства непропусних за рендген зрачење. Они су уочили да се апсорпција рендген зрачења у некој материје повећава са четвртим степеном атомског броја (~Z4), и изнели идеју о тешким металима као контрастним средствима (иначе изузетно отровним супстанцама).
- Бекер је 1896. приказао црево свиње уз помоћ олово-ацетата.
- Дута је приказао артерије ампутиране руке применом креде,
- Хашек и Линдентал, су уз помоћ живиног-сулфида и бизмута приказали желудац у пацова.
- Прве приказе желуца човека применом ваздуха и угљен-диоксида (негативни контраст) и оловним-ацетатом у гуменој врећи (због отровности ацетата)
- Роук и Балтазар током 1897/98, приказали су желудац и једњака применом бизмут-субнитрата и карбоната, да би 1904. започела примена тзв. "Ридеровог оброка" (бизмут + млеко + брашно + лактоза)
- Помоћу бизмут-субнитрата 1901. приказан је први пут уретер, а 1904.и канални систем бубрега (што је била претеча пијелографије или урографије)
- Прва примена баријум-сулфата у дијагностици почела је 1910 (и задржала се у употреби све до данас). Масовнија примена баријума почиње тек 1920, када је постао десетоструко јефтинији него 1910. Те године поступно престаје и употреба соли тешких метала, нерастворљивим солима баријума које су потпуно нешкодљиве. Захваљујући овој иновацији до 1913. урађено је 20.000 процедура без штетних последица по здравље испитаника.
- Ревнтри, 1923. први изводи екскреторну урографију у којој је као контрастно средство користио 10% раствор натријум-јодида. Ово контрастно средство имало је доста лоших особина; било је токсично и излучивало се преспоро из организма тако да је приказ пијелона и уретре био незадовољавајући.
- Фирма Шеринг АД 1928. лиценцирала је деривате јодопиридона, уочено да се они излучују у бубрезима и опацифицирају их. Применом органских јодних деривата (Уроселектаном), 1929. прво је изведена урографија, а затим и ангиокардиографија.
- Росен и Јепкинс, 1929. уводе у радиографију мешавину натријумовог јодида и уреје. Лоша страна и овог контрастног средства била је његова релативно висока токсичност.
- У 1940. почиње примена „савременијих“ јодних контрастних средстава као што су деривати хипурне киселине - натријум-јодохипурата, а затим и ацетризоата (сви ови препарати имали су једним делом супституисан ароматски бензенов прстен)
- У 1950. почела је примена хидросолубилних јодних органских контрастних средстава у радиографији желудачноцревног (гастроинтестиналног) тракта (ацетризоат, диатризоат - Гастрографин ®). Због јаког осмотског ефеката (код деце је могао изазвати хиповолемију), од 1990. замењен је нискоосмолаларним хидросолубилним јодним контрастним средством (Јотролан)
- Примена диатризоата, првог тријодобензенског једињења, почела је током 1950. године, а потом следи и примена читавог низа деривата који нису имали значајне предности у односу на диатризоато (јоталамат, метризоат, јодамид, јокситаламат итд)
- Око 1968. истраживањем су уочена нежељена дејства постојећих јодних контрастних средстава, која су узрокована њиховим јонским својствима и хиперосмоларношћу (појавом првих нејонских тријодобензени). Након овог открић уместо тријодобензена почела је примена метризамида

## Опште информације
Када лекар треба да разуме шта се дешава у нашим телима, то често захтева да се пацијент подвргне радиолошком прегледу. Радиолошка снимања као што су рендгенски снимци , ултразвук, компјутеризована томографија (КТ) , магнетна резонантна томографија (МРТ) и флуороскопија се бирају на основу њихове способности да покажу специфичне информације о структурама унутар тела. Како би се  побољшала дијагностичка вредности тих прегледа користе се контрастни материјали, познати као контрастна средства, контрастни агенси или контрастни медији.
Контрастна средства нису боје које трајно обезбојавају унутрашње органе. То су супстанце које привремено мењају начин на који рендгенски зраци или други алати за снимање комуницирају са телом и они не производе зрачење.
Када се унесу у тело пре прегледа снимања, контрастна средства  чине да одређене структуре или ткива у телу изгледају другачије на сликама него што би то било да није примењен контрастно средство. Контрастна средства помажу у разликовању или "контрастирању" одабраних делова тела од околног ткива. Ово помаже лекарима да дијагностикују медицинска стања побољшањем видљивости одређених органа, крвних судова или ткива.

## Основа примене контраста
Ако у људском телу између суседних структура или органа на радиограму нема природног контраста, њихов приказ је могућ једино уз употребу вештачког контрастног средства. Главни начин добијање контрастнијег приказа у класичној радиологији је „пригушење зрачења“ помоћу средстава која садрже атоме већег редног броја (З) односно веће густине. Зато је примена контрастних средстава у медицинској радиологији присутна од њених самих почетака. Откриће контрастних средстава било је од великог значаја за даљи развој рендген дијагностике болести у свим оним органима, који се због своје природне структуре на рендгенском снимку уопште не приказују или се приказују недовољно јасно. Међутим пут до сигурних средстава која ће дати појачану осенченост или просветљеност ткива није завршена ни до данас.
У рендген дијагностици анатомска структура или патолошки процес се може приказати сенком - позитиван контраст или транспарентношћу - негативан контраст. Да би се анатомске структуре или патолошке промене, у тим структурама, на радиограму или екрану монитора, могле уочити оне се морају приказати у облику светлије или тамније сенке него што је ствара њихова непосредна околина, дакле морају бити контрастне.
Главни начин добијање „контрастног приказа“ у класичној радиологији остварује се апсорпцијом (пригушењем) зрачења помоћу средстава која садрже атоме већег редног броја (З) односно веће густине од околног ткива у коме се налазе. Степен апсорпције рендгенског зрака, а тиме и стварање сенке на рендгенској слици расте приближно са четвртом потенцијом атомскога редног броја елемената од којих је контрастно средство произведено.

## Основни појмови
Контрастна метода у радиологији
Приказивање органа и органских система применом контрастних средстава, носи назив контрастна метода у радиологији
Контраст у радиологији
Примена контрастног средства у радиологија заснива се на разликама у оптичкој густини, односно степену зацрњења (засењења) две суседне површине на осветљеном и обрађеном филма или створене слике на екрану монитора.
Интензитет густине нормалног људског тела на радиограму
Према изгледу и степену зацрњења (засењења), сенка створена применом контрастног средства на радиограму се може манифестовати као;
- сенка густине ваздуха (транспарентно)
- сенка густине масног ткива
- сенка густине меких ткива
- сенка густине костног ткива (креча)* нефизиолошки интензитет густине (степена зацрњења (засењења) је онај у коме сенка има интензитета метала).[3]

Примена контрастног средства
- У конвенционалној радиологији.
- У магнетној резонантној томографији.
- Ултразвучној дијагностици.

Начин примене
Контрастна средства се могу на различите начине унети у ове делове тела испитиване особе;
- у шупље органе — испијањем или клизмом (нпр. у желудачноцревни тракт),
- срчаносудовни систем — убризгавањем у артерије, вене и срчане шупљине,
- трахео–бронхијално стабло,
- билијарни тракт — убризгавањем у крвне судове
- мокраћнополни тракт —
- у просторе људског тела испуњене везивом (нпр ретроперитонеум, медијастинум (средогруђе)),
- у патолошке шупљине и канале (нпр. фистуле, анеуризме).[3]

## Врсте
Контрастна средства која се примењују у класичној радиологији користе се и у процедурама компјутеризоване томографије (СТ). У класичној радиологији најчешће се примењују позитивна, негативна контрастна средства..
За снимања применом магнетне резонантне томографије користи се потпуно другачија врста средства, (парамагнетне супстанце) са другачијим хемијским особинама и другојачијом дозом и начином употребе. Алергијске реакција које се могу јавити на средства која се примењују у класичној радиологији (нпр она са јодом) нису контраиндикација за примену контрастних средстава за прегледе применом магнетне резонантне томографије јер она поседује другојачије фармаколошке особине и састав. Контрастна средства која се примењују у магнетној резонантној томографији су парамагнетна контрастна средства.

### Позитивна контрастна средства
У ову групу спадају контрастна средства која повећавају густину ткива или имају већу густину од околног ткива (баријум и јодни препарати и сл). Она апсорбују рендгенске зраке у већој мери него што то чине поједина ткива или органи па се на радиограму приказују као засенчења. Позитивна контрастна средства се деле на:

#### Нерастворљива
Нерастворљива контрастна средства се примењују за приказивање шупљих органа, углавном дигестивног система - BaSO4 - баријум-сулфат. Баријум је алкални метал, сличан калцијуму, редног броја 56 II. За разлику од баријум-сулфида који је јако отровна супстанца, баријум-сулфат је насупрот њему, неотрован, не раствара се у води и не ресорбује у цревима, него се излучује у непромењеном облику из дигестивног тракта.
Суспензији баријум-сулфат се додају разни адитиви (пектин, сорбитол, агар, карбоксиметил-целулоза) који регулишу електрични набој, , вискозност и стабилност, што је важно за добро пуњење црева, облепљивање слузокоже, спречавање флокулације и пенушање контрастног средства. Слични ефекти се могу постићи и употребом грубих честица BaSO4 (величине oko 30 μm).
Баријум-сулфат се примењује у следећим радиолошким процедурама;
- радиографија једњака - као баријумова паста (концентрације баријума 113 gr%), високе вискозност, са додатком адитива: глицерин, сахарин, К-сорбат, разне ароме
- радиографија желуца, танког и дебелог црева - као суспензија (концентрације баријума 60 gr%). За преглед танког црева најбоља је примена баријума ентероклизом уз додатак метилцелулозе која омогућава развијање угљен-диоксида.
- двострукоконтрастна радиографија желуца - као суспензија (концентрације баријума 200-250 gr%), (Prontobario HD), висока концентрација неопходна због танког слоја контрастног средства.
- иригографија - као суспензија 5-10 gr% (микроскопске - честице 1-15 μм), са катетером
- за маркирање црева код компјутеризоване томографије - користи се као јако разређена суспензија.

#### Уља или уљу слична
Данас су уљна контрастна средства скоро сасвим избачена из употребе, осим у интервенцијама као што су;
- контрастна лимфографија (приказ лимфних чворова)
- циљана емболизација.

#### Растворљива
Сва у води растворљива (хидросолубилна) контрастна средства су деривати тријодбензена. Њихова висока способност апсорпције рендген зрачења постигнута је захваљујући јоду.

Јод, је хемијски елемент довољно великог атомског броја (Z=53) који ствара задовољавајућу сенку на радиограму. Основне хемијске особине јода су;
- На собној температури јод се јавља у чврстом агрегатном стању, као сјајна плаво црна супстанца.
- У чистом облику јод има отровно дејство.
- Постоји само један постојан изотоп јода у природи.
- Радиоактивни изотопи јода су: Ј123, Ј125, Ј127, Ј129, Ј131.
- Као и сви халогени елементи јод је веома реактиван.
- Јод се у води слабо раствара.
- Јод се добро раствара у органским растварачима.
- Органске молекуле чврсто везују атоме јода што омогућава његову прихватљиву хидросолубилност и токсичност.
- Јод се у природи налази у облику јодида и јодата
- Дуготрајна примена јодних препарата може узроковати хронично тровање (јодизам).

Од 1950. сва контрастна средства за интраваскуларну употребу (у води растворљива - хидросолубилна) заснивају се на бензеновом прстену на којем су адирана три атома јода, тј то су јодиране соли бензојеве киселине (катјон је или меглумин или натријум). Јод је у молекулу чврсто везан, не ослобађа се у организму и не улази у метаболичке процесе. Због дисоцијације молекула на катјон и анјон соли контрастног средства имају добру хидросолубилност, али то има и две нежељене последице:
- Као електрично набијене честице јони контрастног средства у телу могу мењати електричне потенцијале на мембранама
- Један молекул контрастног средства дисоцира на два јона (а само је један потребан за рендгенску контрастност), па је осмоларност (осмотски притисак) таквог раствора двоструко већа него кад би молекула контрастног средства била недисоциране (хипертоничност раствора).

Јодна контрастна средства су најраширенија и најважнија група контрастних средстава која се користе за приказивање органа, крвних судова, телесних шупљина у мијелографијама итд. Сва данашња хидросолубилна контрастна средства су деривати тријодбензена, и користе се у следећим неинвазивним полуинвазивним и инвазивним процедурама:
- Ангиографија (дијагностика артеријских болести)
- Венографија (дијагностика венских болести)
- Цистоуретерографија (дијагностика болести мокраћних путева)
- Хистеросалпинографија (дијагностика болести материце)
- Интравенска урографија (дијагностика болести бубрега)

Данас су у употреби углавном препарати који су мање осмоларност са врло ретким нуспојавама и алергијских реакција (учесталости око 1:1.000.000 болесника).

### Негативна контрастна средства
У ову групу средства спадају она која имају мању густину од околног ткива (ваздух, кисеоник, угљен-диоксид, хелијум, ксенон). Негативна контрастна средства слабије апсорбују рендгенске зраке од појединих ткива или органа у људском организму па се на радиограми уочавају као „светлија“ места или транспарентност.
Данас су у редовној употреби само у прегледима цевастих органа, као што су органи гастроинтестиналног тракта (нпр. ваздух се користи за преглед дебелог црева).

## Физичко-хемијска особин контрастних средстава[3]

### Осмоларност
Осмоларност означава број честица у јединици запремине некога раствора. У радиолошким контрастним средствима, осмоларност је пропорционална са односом атома јода и броја честица у раствору контрастног средства. Код већине хиперосмоларних контрастних средства тај однос је 3:2, док је код хипоосмоларних 3:1. На основу осмоларност раствора у односу на крвну плазму човека она може бити;
- изотонична осмоларност,
- хипертонична осмоларност
- хипотонична осмоларност

Хидросолубилна или у води растворљива јодна контрастна средства, према осмоларности могу бити;
- нискоосмоларна (хипотонична, хипоосмоларна)
- високоосмоларна (хипертонична, хиперосмоларна).

Основни задатак фармацеутске индустрије у развоју и производњи контрастних средства је постизање што већег броја атома јода у раствору (са циљем да се што је могуће више повећа апсорпција рендген зрачења) уз што мањи број честица (или што мању осмоларност) што захтева везивање више атома јода за један органски молекул носиоца.
Предности нискоосмоларних контрастних средства огледа се у следећим њиховим особинама:
- Не изазивају бол на месту инјектирања у артерије
- Не изазивају хемодинамске и електрокардиографске поремећаје код интервентних радиолошких процедура на срцу и плућима
- Могу се применити и у већим дозама у односу на високоосмоларна контрастна средства.

### Вискозност
Праћење протицања течности кроз цевасте органе показује да се сви делови течности не крећу истом брзином, на шта у већој утиче и вискозност. Вискозитет зависи о унутрашњем трењу међу честицама унутар неке течности. Високу вискозност имају уља, мазут, сирупи, мед и слично. Течности са ниском вискозношћу су вода, алкохол, бензин... Вискозност се мери у mPa x s (стара јединица cP= centipois).
Сила вискозног кретања контрастног средства зависи, пре свега, од врсте течности. На пример, док се водени раствор контрастног средства (код кога је та сила релативно слаба), врло брзо креће кроз крвне судове, иста количина уљаног контрастног средства креће се у истим тим крвним судовима веома споро.
Вискозност контрастног средства зависи од његове концентрације, температуре, количине меглумин-натријума у њему, полимерности и дужине бочних веза ланаца.
Што је вискозност контрастног средства већа она спорије протиче кроз иглу, слабије се меша са другим течностима организма, и на радиограму се могу приказати као нехомогени делови контрастног средства у крвном суду. То може резултовати лажно позитивним налазом). Вискозније контрастно средство локално више надражује ткива. Брзина убризгавања контрастног средства зависи о вискозности и температуре контрастног средства, дебљине игле, дужини игле и катетера, као и од силе притиска на клип шприца приликом убризгавања.
Вискозност контрастног средства је пожељнија код артрографија, бронхографија, хистеросалпингографије и мијелографије јер се средство не разлива у околину већ остаје на месту инјектирања. Инјектирање јако вискозних контрастних средства је двоструко лакше кад се она загреју на 20ºС, телесну температуру или кад се убризгавају кроз иглу већег промера.

### Електрични набој и растворљивост

#### Високо осмоларана (јонска) контрастна средства
Јонска контрастна средства, растворљивија су у води јер дисоцирају на катјон (натријум или меглумин) и анјон, грађен од бензеновог језгра са три јода и негативном карбоксилном групом (COOH-).
| Једињење | Назив                    | Врста   | Садржај јода | Осмоларитет | Ниво               |
| -------- | ------------------------ | ------- | ------------ | ----------- | ------------------ |
| Јонска   | Диатрозат (Hypaque 50)   | Мономер | 300 mgI/ml   | 1550        | Висока осмоларност |
| Јонска   | Метриозат (Isopaque 370) | Мономер | 370 mgI/ml   | 2100        | Висока осмоларност |
| Јонска   | Јоксаглат (Hexabrix)     | Димер   | 320 mgI/ml   | 580         | Висока осмоларност |

#### Ниско осмоларна (нејонска) контрастна средства
Нејонска контрастна средства, не дисоцирају, али су ипак хидросолубилна јер имају поларне групе OH- са вишком електрона око кисеоника (пол) и мањком електрона око водоника (H+ пол) па се тако поларни молекули могу растворити међу дисоцираним молекулима воде (што више OH има у молекулу то је хидросолубилност боља, нпр. Јотролан (Isovist) их има чак 12. Осим добре растворљивости она смањују и субарахноидалну токсичност.
| Једињење | Назив                    | Врста   | Садржај јода | Осмоларитет | Ниво              |
| -------- | ------------------------ | ------- | ------------ | ----------- | ----------------- |
| Нејонска | Јопамидол (Isovue 370)   | Мономер | 370 mgI/ml   | 796         | Ниска осмоларност |
| Нејонску | Јохексол (Omnipaque 350) | Мономер | 350 mgI/ml   | 884         | Ниска осмоларност |
| Нејонска | Јоксилан (Oxilan 350)    | Мономер | 350 mgI/ml   | 695         | Ниска осмоларност |
| Нејонска | Јопромид (Ultravist 370) | Мономер | 370 mgI/ml   | 774         | Ниска осмоларност |
| Нејонска | Визипак (Visipaque 320)  | Димер   | 320 mgI/ml   | 290         | Ниска осмоларност |

Због електричног набоја контрастна средства се распростиру само екстрацелуларно па према томе не делују токсично у ћелијама.
Јонска контрастна средства дисоцирају на јоне који улазе у реакције у организму из којих се ослобађају супстанце које могу да изазову алергијске реакције. Нејонска контрастна средства не дисоцирају, и зато не улазе у никакве реакције у организму.
Најчешће коришћена јонска контрастна средства су Урографин, Телебрикс (Telebrix), Уровизон, а од нејонских Омнипак (Omnipaque), Ултравист и Јопамир (Iopamiro).

### Пожељне особине контрастног средства[4]
- Да има високу рендгенску густину, која омогућава добру контрастност (што више атома јода или баријума у једном молекулу)
- Да је биолошки инертан (тј да нема специфично биохемијско дејство, да не мења биохемијске реакције у организму)
- Да је физичко-хемијски стабилан (да накнадно не ствара у телу токсичне супстанце, и да се хемијски не разлаже пребрзо)
- Да је практичан за употребу и да има прихватљиву цену.

#### Додатни захтеви за јодно хидросолубилно контрастно средство
- Да има ниску осмоларност (што мањи број честица по мл)
- Да је нејонски или да не дисоцира на анјон и катјон
- Да се добро раствара у води (а тиме и у крви, тј да је што више хидрофилан (треба да садржи хидрофилне ланце у структури молекула што мање липофилан (липофилна материје могу да пролазе кроз мембране у ћелију, што је непожељно јер у ћелији контрастно средство делује токсично)
- Да има што нижу вискозност (осим ако је она пожељна у циљу квалитетније дијагностике).[3]

## Парамагнетна контрастна средства
Предност магнетне резонанце (МРТ) у односу на друге радиолошке методе је висока осетљивост на промене садржаја воде унутар ткива у патолошким стањима, као и висока контрастност различитих ткива. Стандардне, морфолошке технике МРТ су осетљиве у откривању тумора, њиховог смештаја и односа према околини, и пружају информације о обиму перитуморског едема, крварењу, некрози, као и епендималном или менингеалном ширењу тумора.
Применом парамагнетног контрастног средства значајно се скраћује Т1 релаксацијско време протона у непосредној близини честица контрастног средства. У случајевима прекида крвномождане баријере, долази до постконтрастне инхибиције лезије, чиме се повећава контраст на снимку између нормалног ткива и патолошког процеса, а омогућава се и делимична процена одговора тумора на лечење, на основу степена и обима инхибиције.
Контрастно парамагнетно средство које је у најширој примени је гадолинијдиетил-триамино-пентаоцтена киселина (Гд ДТПА).
Неселективност контрастног средства у МРТ интракранијалних тумора
Пропустљивост крвномождане баријере није особина специфична искључиво за туморе, већ се налази код релативно широког спектра патолошких промена, као што су запаљењске лезије, исхемијски инзулт, метаболичке и токсичне лезије ткива мозга и можданих омотача. Иако подаци о настанку, току и симптомима болести, старости и полу болесника, као и неурорадиолошка својства лезије на снимцима магнетне резонанце значајно сужавају диференцијалну дијагнозу, морфолошким методама МРТ није могуће поуздано разликовати типове тумора.

## Нежељена дејства
Контрастна средства су безбедни лекови; нежељене реакције су у распону од благих до тешких, али су тешке реакције веома ретке.. Иако су озбиљне алергијске или друге реакције на контрастне средства ретке, одељења радиологије су добро опремљена да се носе са њима.
| Текст наслова                                | Текст наслова |
| -------------------------------------------- | --- |
| Појава алергија на контрастно средство       | Може се спречити употребом антиалерегијских лекова |
| Изливање контраста                           | Настаје ако се већа количина контрастне материје „цурењем“ из посуде излије и прошири по кожи или се убризга испод коже, (након оштећења вена при убризгавању) може доћи до оштећења коже крвних судова и нерава, иако је мало вероватно, да до тога дође. Ако болесник осећа бол у току убризгавања контраста (на месту убризгавања) он мора одмах да обавести лекара. |
| Контрастним средством индукована нефропатија | Дефинише се као увећање веће од 25% креатинина у серуму или апсолутно повећање креатинина у серуму од 0,5 мг/дл (након радиолошког прегледа обављеног уз помоћу контрастног средства). |

Иако контрастна средства спадају међу „лекове“ који се најбоље подносе:
 ...сви их посматрају кроз призму велике критичности јер се дају у дијагностичке сврхе, ништа директно не лече, и ако се нешто догоди ... пред нама је пуно непријатнији проблем од нашег „бити или не бити“ или „преживети или не преживети“ ..

## Ограничења

### Трудноћа
Пре било каквог прегледа, жене увек треба да обавесте свог лекара или рендгенског технолога  ако постоји било каква могућност да су трудне. Многи тестови имиџинга и примена контрастног средства избегава се током трудноће како би се ризик за бебу свео на минимум.
За компјутеризовану томографију није познато да јодирани контрастни агенси представљају значајан ризик за мајку или бебу. Али радиолог мора да упозна трудницу са потенцијалним ризицима и предностима скенирања са контрастом.
Код снимања магнетном резонанцом, примена контрастног материјала гадолинијума се обично избегава код трудница због непознатог ризика за бебу. Међутим, у изузетним случајевима може се користити када се критичне информације могу добити само уз употребу контрастног средства на бази гадолинијума.

### Интравенски контрастни материјал (јод и гадолинијум) и дојење
Произвођачи интравенозног контраста дају посебна упутства за мајке које доје. Они саветују да мајке не би требало да доје своје бебе 24 до 48 сати након давања контрастног средства. Међутим, Амерички колеџ радиологије (АКР) и Европско друштво за урогениталну радиологију напомињу да доступни подаци сугеришу да је безбедно наставити дојење након примања интравенског контраста.

Приручник Америчког колеџа радиологије о интравенским контрастни средствима (јод и гадолинијум) и дојењу каже:
Преглед литературе не показује никакве доказе који би указивали на то да би орално узимање мале количине контрастног средства гадолинијума излученог у мајчино млеко од стране новорођенчета изазвало токсичне ефекте. Стога верујемо да доступни подаци сугеришу да је безбедно за мајку. и одојче да настави са дојењем након примања таквог средства.
Ако је мајка и даље забринута због било каквих потенцијалних штетних ефеката, треба јој дати прилику да донесе праву одлуку о томе да ли ће наставити или привремено да се уздржи од дојења након што је примила контрастно средство гадолинијума. Ако мајка тако жели, може да се уздржи од дојења 24 сата уз активно измузавање и избацивање мајчиног млека из обе дојке током тог периода. У ишчекивању овога, можда ће желети да користи пумпу за дојке да добије млеко пре контрастне студије како би нахранила бебу током периода од 24 сата након прегледа.

## Превенција и лечење компликација
Како би се спречила или ублажила нежељена дејства пре радиолошких испитивања која захтевају убризгавања контрастне материје може се извршити одговарајућа премедикација (применом профилаксе кортикоидима, нпр. метил преднизолон таблетама од 30 mg 12 i 2 часа пре испитивања). У ризичној групи болесника испитивање треба извести нејонским нискоосмоларним контрастним средством.
Ризик од озбиљнијих алергијских реакција на контраст који садржи јод је веома ретка, а одељења радиологије су добро опремљена за брзу санацију алергијских реакција.
Слабе и средње реакције санирају се интравенском применом антихистаминика, низак притисак, колапс и тешке васкуларне реакција третирају се супкутано или интравенски датим нрадреналином, и према потреби удисањем кисеоника. У стањима праћеним шоком примењују се инфузије високомолекуларних раствора. У случају појаве грчева примењује се диазепам.
У компликације интравенозне апликације контрастног средства спада и екстравазације и инфилтрација меких ткива. Ова компликација јавља се када контрастно средство или лек из вене улази у меко ткиво. Симптоми инфилтрације су оток, црвенило и осећај топлоте, печења и бола. Најчешћи узрок инфилтрације је испадање игле из пунктиране вене. Уколико се јави инфилтрација одмах се престаје са апликацијом медикамента. Инфилтрација се најчешће лечи;
- апликацијом леда уколико се инфилтрација јавила у првих 30 минута,
- постављањем топле компресе уколико се инфилтрација јавила након 30 минута.[3]